# Oobius zahaikevitshi
Oobius zahaikevitshi är en stekelart som beskrevs av Trjapitzin 1963. Oobius zahaikevitshi ingår i släktet Oobius och familjen sköldlussteklar.
Artens utbredningsområde är:
- Bulgarien.
- Tyskland.
- Italien.
- Ukraina.

Inga underarter finns listade i Catalogue of Life.